# Copa Libertadores da América de 1967
A Copa Libertadores da América de 1967 foi a oitava edição do torneio, onde 20 times de países sul-americanos competiram para ser o campeão.
O torneio foi dividido em três fase: a primeira fase de grupos, a segunda fase de grupos e a final. O torneio foi vencido pelo Racing da Argentina, que derrotou o Nacional do Uruguai.

## Equipes classificadas
| Associação                         | Equipe                 | Classificação                                   | Fase                    |
| ---------------------------------- | ---------------------- | ----------------------------------------------- | ----------------------- |
| Argentina · (2 vagas)              | Racing                 | Campeão do Campeonato Argentino de 1966         | Primeira fase de grupos |
| Argentina · (2 vagas)              | River Plate            | Vice-campeão do Campeonato Argentino de 1966    | Primeira fase de grupos |
| Bolívia · (2 vagas)                | Bolívar                | Campeão do Campeonato Boliviano de 1966         | Primeira fase de grupos |
| Bolívia · (2 vagas)                | 31 de Octubre          | Vice-campeão do Campeonato Boliviano de 1966    | Primeira fase de grupos |
| Brasil · (2 vagas)                 | Cruzeiro               | Campeão do Campeonato Brasileiro de 1966        | Primeira fase de grupos |
| Brasil · (2 vagas)                 | Santos                 | Vice-campeão do Campeonato Brasileiro de 1966   | Primeira fase de grupos |
| Chile · (2 vagas)                  | Universidad Católica   | Campeão do Campeonato Chileno de 1966           | Primeira fase de grupos |
| Chile · (2 vagas)                  | Colo-Colo              | Vice-campeão do Campeonato Chileno de 1966      | Primeira fase de grupos |
| Colômbia · (2 vagas)               | Santa Fe               | Campeão do Campeonato Colombiano de 1966        | Primeira fase de grupos |
| Colômbia · (2 vagas)               | Independiente Medellín | Vice-campeão do Campeonato Colombiano de 1966   | Primeira fase de grupos |
| Equador · (2 vagas)                | Barcelona de Guayaquil | Campeão do Campeonato Equatoriano de 1966       | Primeira fase de grupos |
| Equador · (2 vagas)                | Emelec                 | Vice-campeão do Campeonato Equatoriano de 1966  | Primeira fase de grupos |
| Paraguai · (2 vagas)               | Cerro Porteño          | Campeão do Campeonato Paraguaio de 1966         | Primeira fase de grupos |
| Paraguai · (2 vagas)               | Guaraní                | Vice-campeão do Campeonato Paraguaio de 1966    | Primeira fase de grupos |
| Peru · (2 vagas)                   | Universitario          | Campeão do Campeonato Peruano de 1966           | Primeira fase de grupos |
| Peru · (2 vagas)                   | Sport Boys             | Vice-campeão do Campeonato Peruano de 1966      | Primeira fase de grupos |
| Uruguai · (1 vaga + atual campeão) | Peñarol                | Campeão da Copa Libertadores da América de 1966 | Segunda fase de grupos  |
| Uruguai · (1 vaga + atual campeão) | Nacional               | Campeão do Campeonato Uruguaio de 1966          | Primeira fase de grupos |
| Venezuela · (2 vagas)              | Deportivo Italia       | Campeão do Campeonato Venezuelano de 1966       | Primeira fase de grupos |
| Venezuela · (2 vagas)              | Deportivo Galicia      | Vice-campeão do Campeonato Venezuelano de 1966  | Primeira fase de grupos |

## Formato
O formato da competição permaneceu praticamente o mesmo da edição do ano anterior, só havendo a alteração no número de participantes: de 17 para 20, mas apenas 19 disputaram, já que o Santos desistiu após o sorteio.
Em cada fase do torneio, as equipes recebiam dois pontos por vitória, um ponto por empate e nenhum ponto por derrota. Se duas ou mais equipes estivessem empatadas em pontos, o seguinte critério era aplicado para determinar a classificação na fase de grupos:
1. um playoff de um jogo;
2. maior saldo de gols;
3. sorteio.

## Fase de grupos
Dezenove times foram sorteados em dois grupos de seis e um grupo de sete, mas com a desistência do Santos, o Grupo 1 ficou apenas com cinco equipes. Em cada grupo, os times jogaram uns contra os outros em casa e fora. Os dois melhores times de cada grupo avançaram para a segunda fase. O Peñarol, detentor do título, teve um descanso (bye) para a próxima fase.

### Grupo 1
| Pos | Equipe            | Pts | J | V | E | D | GP | GC | SG  | Classificado |     | CRU | UNT | SPB | DPG | DPI |
| --- | ----------------- | --- | - | - | - | - | -- | -- | --- | ------------ | --- | --- | --- | --- | --- | --- |
| 1   | Cruzeiro          | 15  | 8 | 7 | 1 | 0 | 22 | 6  | +16 | Fase final   |     | —   | 4–1 | 3–1 | 3–1 | 4–0 |
| 2   | Universitario     | 11  | 8 | 5 | 1 | 2 | 11 | 8  | +3  | Fase final   |     | 2–2 | —   | 1–0 | 2–0 | 1–0 |
| 3   | Sport Boys        | 5   | 8 | 2 | 1 | 5 | 10 | 11 | −1  |              |     | 1–2 | 0–3 | —   | 2–0 | 0–0 |
| 4   | Deportivo Galicia | 5   | 8 | 2 | 1 | 5 | 5  | 10 | −5  |              | 0–1 | 2–0 | 2–1 | —   | 0–0 |     |
| 5   | Deportivo Italia  | 4   | 8 | 1 | 2 | 5 | 3  | 16 | −13 |              | 0–3 | 0–3 | 2–5 | 1–0 | —   |     |

### Grupo 2
| Pos | Equipe                 | Pts | J  | V | E | D | GP | GC | SG  | Classificado |     | RAC | RIV | SFE | BOL | IDM | 31O |
| --- | ---------------------- | --- | -- | - | - | - | -- | -- | --- | ------------ | --- | --- | --- | --- | --- | --- | --- |
| 1   | Racing                 | 17  | 10 | 8 | 1 | 1 | 29 | 7  | +22 | Fase final   |     | —   | 2–0 | 4–1 | 6–0 | 5–2 | 6–0 |
| 2   | River Plate            | 15  | 10 | 6 | 3 | 1 | 29 | 9  | +20 | Fase final   |     | 0–0 | —   | 4–0 | 2–0 | 6–2 | 7–0 |
| 3   | Santa Fe               | 8   | 10 | 3 | 2 | 5 | 17 | 22 | −5  |              |     | 1–2 | 2–2 | —   | 1–2 | 2–0 | 2–0 |
| 4   | Bolívar                | 8   | 10 | 2 | 4 | 4 | 11 | 21 | −10 |              | 0–2 | 3–3 | 2–2 | —   | 1–1 | 1–0 |     |
| 5   | Independiente Medellín | 7   | 10 | 3 | 1 | 6 | 12 | 22 | −10 |              | 0–2 | 0–1 | 0–4 | 2–0 | —   | 3–0 |     |
| 6   | 31 de Octubre          | 5   | 10 | 2 | 1 | 7 | 12 | 29 | −17 |              | 3–0 | 0–4 | 6–2 | 2–2 | 1–2 | —   |     |

### Grupo 3
| Pos | Equipe                 | Pts | J  | V | E | D | GP | GC | SG  | Classificado |     | NAC | CC  | UNC | GUA | EML | BAR | CPO |
| --- | ---------------------- | --- | -- | - | - | - | -- | -- | --- | ------------ | --- | --- | --- | --- | --- | --- | --- | --- |
| 1   | Nacional               | 19  | 12 | 9 | 1 | 2 | 34 | 12 | +22 | Fase final   |     | —   | 5–2 | 0–0 | 3–1 | 3–0 | 2–0 | 4–1 |
| 2   | Colo-Colo              | 15  | 12 | 7 | 1 | 4 | 30 | 28 | +2  | Fase final   |     | 3–2 | —   | 4–2 | 1–0 | 3–2 | 3–2 | 5–1 |
| 3   | Universidad Católica   | 13  | 12 | 5 | 3 | 4 | 19 | 16 | +3  |              |     | 0–3 | 5–2 | —   | 1–1 | 1–2 | 3–1 | 3–1 |
| 4   | Guaraní                | 10  | 12 | 4 | 2 | 6 | 18 | 15 | +3  |              | 0–1 | 4–2 | 1–1 | —   | 3–0 | 4–1 | 1–2 |     |
| 5   | Emelec                 | 9   | 12 | 4 | 1 | 7 | 16 | 24 | −8  |              | 1–4 | 4–3 | 0–1 | 0–2 | —   | 3–0 | 2–1 |     |
| 6   | Barcelona de Guayaquil | 9   | 12 | 4 | 1 | 7 | 14 | 24 | −10 |              | 2–1 | 1–1 | 0–2 | 2–1 | 2–1 | —   | 1–2 |     |
| 7   | Cerro Porteño          | 9   | 12 | 4 | 1 | 7 | 14 | 26 | −12 |              | 2–6 | 0–1 | 1–0 | 1–0 | 1–1 | 1–2 | —   |     |

## Semifinais

### Grupo A
| Pos | Equipe        | Pts | J | V | E | D | GP | GC | SG | Classificado |
| --- | ------------- | --- | - | - | - | - | -- | -- | -- | ------------ |
| 1   | Racing        | 9   | 6 | 4 | 1 | 1 | 11 | 5  | 6  | Final        |
| 2   | Universitario | 9   | 6 | 4 | 1 | 1 | 10 | 5  | 5  |              |
| 3   | River Plate   | 3   | 6 | 0 | 3 | 3 | 4  | 8  | -4 |              |
| 4   | Colo-Colo     | 3   | 6 | 1 | 1 | 4 | 3  | 10 | -7 |              |

| 31 de maio | Universitario                    | 3 – 0 | Colo-Colo | Lima                              |  |
|            | Casaretto 26', 62' · Cruzado 51' |       |           | Árbitro: BRA Romualdo Arppi Filho |  |

| 1 de junho | River Plate | 0 – 0 | Racing | Buenos Aires                  |
|            |             |       |        | Árbitro: ARG Aurelio Bosolino |

| 7 de junho | Colo-Colo  | 1 – 0 | River Plate | Santiago                          |  |
|            | Valdés 37' |       |             | Árbitro: PAR Rodolfo Pérez Osorio |  |

| 7 de junho | Universitario | 1 – 2 | Racing         | Lima                        |  |
|            | Casaretto 4'  |       | Raffo 30', 36' | Árbitro: PAR Isidro Ramírez |  |

| 13 de junho | River Plate | 0 – 1 | Universitario | Buenos Aires                         |  |
|             |             |       | Rodríguez 55' | Árbitro: BRA Ayrton Vieira de Moraes |  |

| 15 de junho | Racing      | 1 – 2 | Universitario              | Avellaneda                        |  |
|             | Maschio 77' |       | Challe 85' · Calatayud 88' | Árbitro: BRA Romualdo Arppi Filho |  |

| 22 de junho | Colo-Colo | 0 – 2 | Racing        | Santiago                        |  |
|             |           |       | Raffo 3', 70' | Árbitro: PAR José Dimas Larrosa |  |

| 28 de junho | Racing                       | 3 – 1 | Colo-Colo   | Avellaneda                 |  |
|             | J.J. Rodríguez 20', 23', 86' |       | Beiruth 81' | Árbitro: PAR Gonzalo Silva |  |

| 29 de junho | Universitario             | 2 – 2 | River Plate                | Lima                      |  |
|             | Casaretto 52' · Uribe 59' |       | D. Onega 22' · Cubilla 68' | Árbitro: PAR Héctor Ortíz |  |

| 5 de julho | River Plate  | 1 – 1 | Colo-Colo  | Buenos Aires                 |  |
|            | D. Onega 87' |       | Valdés 88' | Árbitro: URU Alberto Bullosa |  |

| 5 de julho | Colo-Colo | 0 – 1 | Universitario | Santiago                     |  |
|            |           |       | Lobatón 1'    | Árbitro: BRA Armando Marques |  |

| 5 de julho | Racing                              | 3 – 1 | River Plate | Avellaneda                  |  |
|            | Raffo 25', 69' · J.J. Rodríguez 27' |       | Cruz 30'    | Árbitro: ARG Ángel Coerezza |  |

| 18 de julho Playoff | Racing         | 2 – 1 | Universitario | Santiago                                                    |  |
|                     | Raffo 38', 67' |       | Lobatón 58'   | Estádio: Nacional Público: 50 000 Árbitro: BRA Antônio Viug |  |

### Grupo B
| Pos | Equipe   | Pts | J | V | E | D | GP | GC | SG | Classificado |
| --- | -------- | --- | - | - | - | - | -- | -- | -- | ------------ |
| 1   | Nacional | 5   | 4 | 2 | 1 | 1 | 6  | 4  | 2  | Final        |
| 2   | Cruzeiro | 4   | 4 | 2 | 0 | 2 | 5  | 6  | -1 |              |
| 3   | Peñarol  | 3   | 4 | 1 | 1 | 2 | 5  | 6  | -1 |              |

| 11 de junho | Peñarol | 0 – 1 | Nacional  | Montevidéu                                                      |  |
|             |         |       | Célio 43' | Estádio: Centenario Público: 55 000 Árbitro: URU Vaga Albergati |  |

| 14 de junho | Cruzeiro               | 2 – 1 | Nacional   | Belo Horizonte                                                  |  |
|             | Natal 42' · Evaldo 66' |       | Mujica 40' | Estádio: Mineirão Público: 30 000 Árbitro: PAR Wenceslao Zárate |  |

| 18 de junho | Cruzeiro  | 1 – 0 | Peñarol | Belo Horizonte                                                |  |
|             | Natal 89' |       |         | Estádio: Mineirão Público: 48 000 Árbitro: URU Esteban Marino |  |

| 5 de julho | Peñarol                              | 3 – 2 | Cruzeiro               | Montevidéu                                                               |  |
|            | Spencer 15' · Cortés 35' · Rocha 55' |       | Lopes 60' · Tostão 76' | Estádio: Centenario Público: 27 000 Árbitro: BRA Ayrton Vieira de Moraes |  |

| 8 de julho | Nacional               | 2 – 0 | Cruzeiro | Montevidéu                                                          |  |
|            | Morales 45' · Sosa 53' |       |          | Estádio: Centenario Público: 50 000 Árbitro: PAR José Dimas Larrosa |  |

| 16 de julho | Nacional       | 2 – 2 | Peñarol                     | Montevidéu                          |  |
|             | Célio 24', 87' |       | Gonçalves 13' · Spencer 76' | Estádio: Centenario Público: 50 000 |  |

## Final
| Time     | Pts | J | V | E | D | GP | GC | SG |
| -------- | --- | - | - | - | - | -- | -- | -- |
| Racing   | 4   | 3 | 1 | 2 | 0 | 2  | 1  | +1 |
| Nacional | 2   | 3 | 0 | 2 | 1 | 1  | 2  | -1 |

| 15 de agosto | Racing | 0 – 0 | Nacional | Avellaneda                                                              |
|              |        |       |          | Estádio: El Cilindro Público: 99 148 Árbitro: PER César Orozco Guerrero |

| 25 de agosto | Nacional | 0 – 0 | Racing | Montevidéu                                                             |
|              |          |       |        | Estádio: Centenario Público: 60 000 Árbitro: PER César Orozco Guerrero |

| 29 de agosto | Racing                  | 2 – 1 | Nacional  | Santiago                                                            |  |
|              | Cardoso 14' · Raffo 43' |       | Viera 79' | Estádio: Nacional Público: 50 000 Árbitro: PAR Rodolfo Pérez Osorio |  |

### Premiação
| Copa Libertadores da América de 1967 |
| ------------------------------------ |
| Racing Campeão (1º título)           |

## Classificação geral
| Pos | Times                  | P  | J  | V  | E | D | GP | GC | SG  | Resultado      |
| --- | ---------------------- | -- | -- | -- | - | - | -- | -- | --- | -------------- |
| 1   | Racing                 | 30 | 19 | 13 | 4 | 2 | 42 | 13 | +29 | Campeão        |
| 2   | Nacional               | 21 | 15 | 9  | 3 | 3 | 35 | 14 | +21 | Vice campeão   |
| 3   | Universitario          | 20 | 14 | 9  | 2 | 3 | 21 | 13 | +8  | Semifinal      |
| 4   | Cruzeiro               | 19 | 12 | 9  | 1 | 2 | 27 | 12 | +15 | Semifinal      |
| 5   | River Plate            | 18 | 16 | 6  | 6 | 4 | 33 | 17 | +16 | Semifinal      |
| 6   | Colo-Colo              | 18 | 18 | 8  | 2 | 8 | 33 | 38 | -5  | Semifinal      |
| 7   | Peñarol                | 3  | 4  | 1  | 1 | 2 | 5  | 6  | -1  | Semifinal      |
| 8   | Universidad Católica   | 13 | 12 | 5  | 3 | 4 | 19 | 16 | +3  | Fase de grupos |
| 9   | Guaraní                | 10 | 12 | 4  | 2 | 6 | 18 | 15 | +3  | Fase de grupos |
| 10  | Emelec                 | 9  | 12 | 4  | 1 | 7 | 16 | 24 | −8  | Fase de grupos |
| 11  | Barcelona de Guayaquil | 9  | 12 | 4  | 1 | 7 | 14 | 24 | −10 | Fase de grupos |
| 12  | Cerro Porteño          | 9  | 12 | 4  | 1 | 7 | 14 | 26 | −12 | Fase de grupos |
| 13  | Santa Fe               | 8  | 10 | 3  | 2 | 5 | 17 | 22 | −5  | Fase de grupos |
| 14  | Bolívar                | 8  | 10 | 2  | 4 | 4 | 11 | 21 | −10 | Fase de grupos |
| 16  | Independiente Medellín | 7  | 10 | 3  | 1 | 6 | 12 | 22 | −10 | Fase de grupos |
| 15  | Sport Boys             | 5  | 8  | 2  | 1 | 5 | 10 | 11 | −1  | Fase de grupos |
| 17  | Deportivo Galicia      | 5  | 8  | 2  | 1 | 5 | 5  | 10 | −5  | Fase de grupos |
| 18  | 31 de Octubre          | 5  | 10 | 2  | 1 | 7 | 12 | 29 | −17 | Fase de grupos |
| 19  | Deportivo Italia       | 4  | 8  | 1  | 2 | 5 | 3  | 16 | −13 | Fase de grupos |

## Estatísticas

### Artilheiros
| Pos. | Jogador          | Equipe      | Gols |
| ---- | ---------------- | ----------- | ---- |
| 1    | Norberto Raffo   | Racing      | 14   |
| 2    | Célio            | Nacional    | 11   |
| 3    | Francisco Valdés | Colo-Colo   | 19   |
| 4    | Héctor Gauna     | Emelec      | 8    |
| 5    | Daniel Onega     | River Plate | 7    |
| 5    | Elson Beiruth    | Colo-Colo   | 7    |
| 5    | Juan Cárdenas    | Racing      | 7    |
| 5    | Oscar Más        | River Plate | 7    |